# Carabina 30-30 (película)
Carabina 30-30 es una película de wéstern musical mexicana de 1958, dirigida por Miguel M. Delgado con guion de Eduardo Galindo y Rafael F. Muñoz, y protagonizada por Rosita Quintana y Luis Aguilar. 

## Argumento
El Jefe Vudelio Morantes manda a Luciano y a Macario a raptar a Valeria y esta compite con Luciano y se gana una carabina 30-30, pero Luciano le demuestra un interés que no siente para arrebatarle la carabina. Luciano y Macario raptan a Valeria y la tiran en un pozo de agua. El jefe Vudelio Morantes manda a Luciano a quitarle el vestido y el sirviente ayuda a Vudelio a conquistar a Valeria. Llegan unos soldados a llamarle la atención a Vudelio, Luciano, Macario y su tropa, Luciano pone a Valeria disfrazada de militar a limpiar los caballos del jefe. Valeria le dice todas las torturas y la conquista sin sentimientos de Luciano al Jefe Morantes y empiezan a tener un pacto militar. Vudelio elige a Valeria coronela. Valeria empieza a jugar con el jefe Morantes mojando a la tropa. Vudelio amenaza a Valeria que le va a degradar de coronela y a Luciano que Vudelio y Luciano se van a caer a balazos delante de la tropa. Macario le dice la verdad a Valeria y esta le pide perdón a Vudelio y trae a Luciano al rancho y se niega a casarse Valeria. 

## Reparto
- Rosita Quintana como Valeria «la Coronela 30-30»
- Luis Aguilar como Luciano
- Pedro Galindo como Macario
- Andrés Soler como Gudelio Morantes «el Jefe»
- Alfredo Varela Jr. como Genovevo

### Con personajes desconocidos
- Luis Aragón
- Miguel Inclán Jr.
- José Eduardo Pérez
- Roberto Meyer
- José Pardavé
- Victorio Blanco